# Kensuke Nebiki
Kensuke Nebiki (jap. 根引 謙介, Nebiki Kensuke; * 7. September 1977 in der Präfektur Osaka) ist ein ehemaliger japanischer Fußballspieler.

## Karriere
Nebiki erlernte das Fußballspielen in der Jugendmannschaft von Kashiwa Reysol. Seinen ersten Vertrag unterschrieb er 1996 bei den Kashiwa Reysol. Der Verein spielte in der höchsten Liga des Landes, der J1 League. 1999 gewann er mit dem Verein den J.League Cup. Für den Verein absolvierte er 47 Erstligaspiele. Im Juni 2004 wurde er an den Zweitligisten Vegalta Sendai ausgeliehen. Für den Verein absolvierte er 56 Spiele. 2006 kehrte er zu Kashiwa Reysol zurück. Ende 2006 beendete er seine Karriere als Fußballspieler.

## Erfolge
Kashiwa Reysol
- J.League Cup

Sieger: 1999